# U 100 (Kriegsmarine)

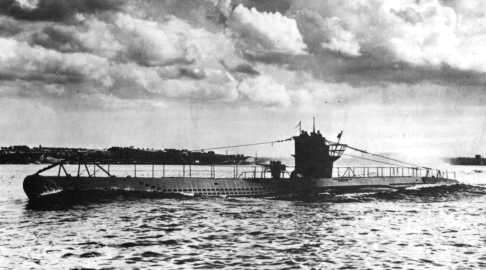
U 100

De U 100 was een onderzeeboot van de Duitse Kriegsmarine van het type VII B, tijdens de Tweede Wereldoorlog. De bevelhebber van de U 100 was commandant kapitein-luitenant-ter-zee Joachim Schepke. Joachim Schepke sneuvelde in de strijd op 17 maart 1941 bij de ondergang van de U 100.

## Aanvallen op de U-100
17 augustus 1940 - Om 20:45 werd de U-boot aangevallen door een torpedobootjager met zeven à acht dieptebommen, kort na de plaatsbepaling van een konvooi. De hydrofoon werd hierdoor buiten dienst gesteld en de boot verloor zodoende contact met de schepen. (Bronnen: Ritschel)
22 september 1940 - Aan het eind van zijn zeer succesvolle aanval op konvooi HX-72, probeerde de U 100 om de Putney Hill met zijn laatste torpedo om 02:57 te raken, maar miste het doel en werd weggejaagd door het schip zelf, met drie kanonschoten. (Bronnen: Ritschel)
21 oktober 1940 - Tijdens zijn aanval op konvooi HX-79, werd de boot door granaten geraakt, afgevuurd door een tanker na het missen van een torpedo-aanval om 00:31. Er werd geen schade vastgesteld. (Bronnen: Ritschel)
23 november 1940 - Na zijn succesvolle aanval op het trage konvooi SC-11, werd de boot gedwongen om te duiken door het geschutsvuur van een torpedobootjager en werd toen daarna aangevallen met dieptebommen, die de hydrofoon onbruikbaar maakte. (Bronnen: Ritschel)